# Johannes Fust
Johann Fust (Magúncia, 1400-1466) fou un advocat, empresari i prestador que va viure en l'anomenada “era dels descobriments”. Se'l coneix per haver fet un préstec a Gutenberg amb el qual aquest va poder crear la impremta. També perquè va fer juntament amb Schöffer el primer llibre amb colofó. A més, va ser un dels primers editors comercials coneguts a Europa. Es desconeix gairebé tot allò relatiu a la seva vida.

## Societat Gutenberg-Fust

### L'obra atribuïda a Gutenberg
Gutenberg va emigrar de Magúncia, i l'any 1448 hi va tornar per a fer societat amb Johann Fust. Es té notícia de dos contractes. L'any 1450, el primer, en virtut dels quals Fust deixa 800 florins amb un interès anual del 6% a Gutenberg, perquè es dediqui a la impressió de llibres. Aquests però, se'ls gasta ràpidament i l'any 1452, signen el segon contracte amb un valor 800 florins més, a condició que Fust sigues admès com a soci de l'empresa Das Werk der Bücher (Treball dels llibres), i se li assignés una proporció dels beneficis. Aquesta suma ascendia fins a 2.026 florins.

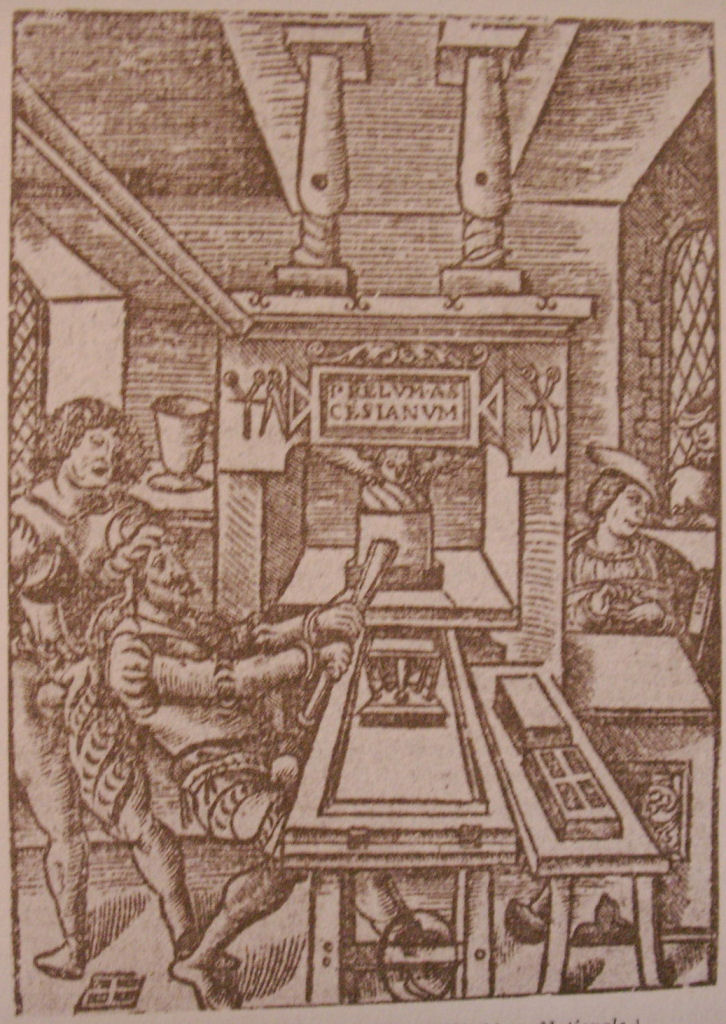
Representació del que era el taller de Gütenberg i Fust al s.XV

Els negocis no degueren anar bé, Gutenberg s'endarrerí amb els pagaments, i el 1455, Fust, entaulà un procés judicial contra ell, pel qual se'l condemnà a pagar els interessos endarrerits i a restituir les sumes que encara no havia despès. Les proves documentals del procés judicial es coneixen amb el nom d'“Instrument Notarial de Helmasperger”. En aquest procés intervingueren testimonis en nom de Gutenberg com el reverent Henrich Guntheri, parrac de Sant Cristòbal de Magúncia, Heinirch Keffer, ajudant de Gütenberg i Bechtolff von Handannau, criat de Gutenberg. Per part de Fust, intervingué el seu germà Jakob Fust, i el mateix Johann.
S'ha donat sempre per fet que Gutenberg no va aconseguir pagar, però com ha demostrat George D. Painter, el jutjat ordenà a Gutenberg tornar els primers 800 florins, més aquella part del segon préstec a la que havia donat un treball aliè a lo previst per la societat. És a dir, en total va haver de tornar probablement uns 1.200 florins, una xifra important, però situada al voltant de la meitat d'allò reclamat per Fust. La sentència final la va dictar el clergue de la diòcesi de Bamberg, notari públic i jutge de la santa seu de Magúncia, Ulrich Helmasperger.
Finalment, l'any 1455, Gutenberg va poder elaborar la seva Bíblia de 42 línies.
Amb la multiplicació de llibres que va ser conseqüència de la invenció de la impremta, el comerç dels llibres sofrí una radical transformació. El nombre de volums que sortia de les impremtes era venut molt sovint fora del lloc de producció, la qual cosa exigia societats com la de Gutenberg-Fust, on hi hagués una organització comercial complexa i ben estructurada. Per aquesta raó en molts casos, en el procés d'edició i divulgació d'un llibre, intervenien l'impressor, encarregat de fer el llibre i els tipus mòbils, el financer, que aportava el capital per a dur a terme el projecte, l'editor, que corregia, i el llibrer, que el venia.

## Societat Fust-Schöffer

### El primer llibre amb colofó

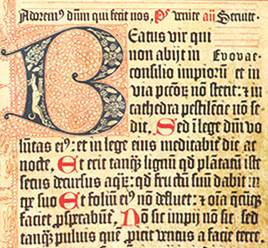
Imatge del Salteri de Mainz

En desfer-se la societat Gutenberg-Fust aquest darrer s'associà amb un altre impressor, Peter Schöffer, que fou aprenent de Gutenberg. Schöffer va ser la persona que va inventar les matrius de tipus mòbils que serien la clau del negoci de Fust. Aquest en mostrar-se tant encantat li oferí la mà de la seva única filla, Christine. Això, l'invent de les matrius per part de Schöffer, i els deutes, van ser els motius pels quals Fust va trencar la seva relació amb Gutenberg.
El 14 d'agost de 1457 Fust i Schöffer acabaren d'imprimir un Salteri Litúrgic o Salteri de Mainz, que és el primer que porta colofó, és a dir, amb el nom de l'impressor, el lloc d'impressió i la data. Encara ara, té el mèrit de ser el primer llibre on trobem impreses totes les rúbriques i caplletres, les quals en les bíblies de 36 i 42 ratlles eren fetes a mà. Fins al moment els llibres eren impresos deixant espais en blanc en les caplletres i rúbriques per tal que els il·lustradors ho decoressin a mà, així s'aconseguia una reproducció més autèntica dels llibres.
L'any 1462, Fust i Schöffer van editar la Bíblia llatina, impresa en lletra semigòtica o lletra de suma, a diferència del Saltiri de 1457, que imita d'una manera perfecta la lletra de forma.

## Mort de Johann Fust

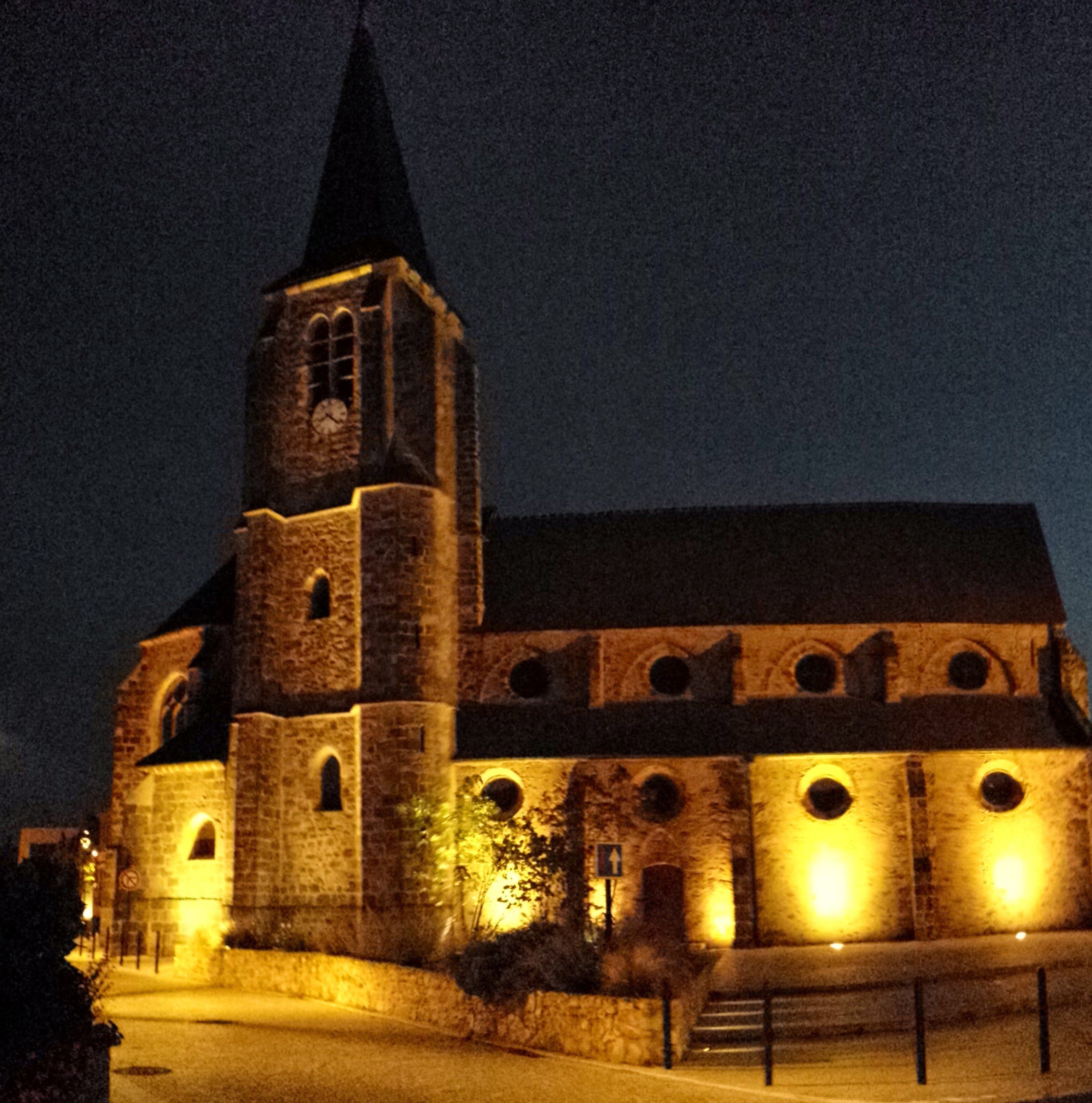
Església de Saint Victor on van fer la missa en record de Johannes Fust.

L'any 1464 Adolf de Nassau (el mateix que va envair Magúncia l'any 1462 i que indirectament va afavorir el desenvolupament de la impremta) va nombrar a tres mestres de la parròquia de San Quintín, un dels quals va ser Johann Fust, anomenat l'1 de maig de 1464. També hi ha notícies que l'any 1467 Adam von Hoshheim va ser nomenat mestre en lloc del difunt Fust, per tant aquest, va morir entre aquests tres anys.
El 30 d'octubre de l'any 1471, es va celebrar una missa anual en memòria de Johann Fust. Una cerimònia encapçalada per Peter Schöffer, Conrad Henlif (íntim amic de Schöffer i casat amb la vida de Fust), i Johann Fust fill, a l'abadia de Sant Victor de París on va ser enterrat.

## Curiositats

### Viatge de Fust a París
Tan bon punt Gutenberg i Schöffer van enllestir la Bíblia de 42 línies, Johann Fust, s'emportà amb ell 12 còpies de l'obra per intentar recuperar al més aviat possible totes les seves inversions. Va decidir viatjar a París, la més gran de les ciutats universitàries d'Europa, on hi havia més de 10.000 estudiants a qui podia interessar. Pel seu desconcert, el que va trobar, però, va ser poderós i ben organitzats gremi de comerciants de llibres, entre els quals hi havia la Confréries des Libraires, Relieurs, Enluminieurs, Écrivains et Parcheminiers..., totes elles fundades a principis del S.XV. Aquestes institucions, alarmades per l'aparició d'un intrús amb un tresor de llibres tant excepcional, quan van saber que es venia una bíblia rere una altra, ràpidament van avisar a la justícia, ja que veien en perill els seus negocis locals. Degut a això Fust va haver de fugir per salvar la seva vida; altrament el seu primer viatge de negocis hagués pogut acabar amb ell i les seves Bíblies a la foguera.

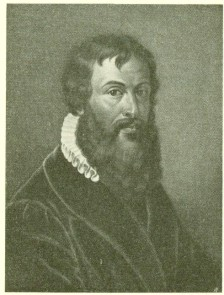
Peter Schöffer, pare de Johann Schöffer.

### El paper de Johann Schöffer
L'any 1506, el fill de Christine Fust i Peter Schöffer, va retornar a Gutenberg els diners que injustament li havien sigut arravatats pel seu pare i el seu sogre. Va publicar una edició de Las quatorze Decadas de Tito Livio que, en la dedicatòria a l'Emperador Maximilià, va fer constar el següent: “Aquest llibre ha sigut imprès a Magúncia, ciutat on l'art admirable de la tipografia va ser inventat l'any 1450 per Johann Gutenberg i més endavant perfeccionat per Johann Fust i Peter Schöffer”. Per fi la veritat quedava escrita amb lletres de plom.
En aquest llibre el net de Fust, escrigué malament el nom del seu avi, anomenant-lo “Faust”. Des d'aleshores, el cognom de la família sempre ha sigut aquest. És per això que els Faust d'Aschaffenburg (Alemanya), una distingida família alemanya van incloure a Johann Fust dins el seu arbre genealògic.